# National Bank Open 2022
National Bank Open presented by Rogers 2022, známý jako Canada Masters 2022 či Canadian Open 2022, byl společný tenisový turnaj na okruzích mužů ATP Tour a žen WTA Tour, hraný na otevřených dvorcích s tvrdým povrchem. Konal se mezi 8. až 14. srpnem 2022 ve dvou kanadských velkoměstech Torontu a Montréalu jako 132. ročník mužského a 120. ročník ženského turnaje.
Mužský turnaj s rozpočtem 6 573 785 amerických dolarů probíhal v montréalském areálu s centrkurtem IGA Stadium a patřil do kategorie ATP Masters 1000. Ženská část dotovaná 2 527 520 dolary se odehrávala v torontském areálu Sobeys Stadium. Na túře WTA se řadila do kategorie WTA 1000. Turnaj se stal součástí letní severoamerické sezóny na betonech US Open Series.
Nejvýše nasazenými singlisty se staly světové jedničky, ruský obhájce trofeje Daniil Medveděv a Polka Iga Świąteková. Jako poslední přímí účastníci do dvouher nastoupili americký 50. hráč žebříčku Mackenzie McDonald a 43. žena klasifikace Sara Sorribesová Tormová ze Španělska. Šestý tenista světa Novak Djoković nemohl do Kanady přicestovat, protože jako neočkovaný proti covidu-19 neobdržel výjimku ke vstupu. Kanada umožnila vstup na své území jen plně očkovaným osobám. Turnaj musela vynechat i běloruská světová dvacítka Viktoria Azarenková, jejíž žádost o udělení víza kanadské úřady odmítly.
V důsledku invaze Ruska na Ukrajinu na konci února 2022 řídící organizace tenisu ATP, WTA a ITF s grandslamy rozhodly, že ruští a běloruští tenisté mohli dále na okruzích startovat, ale do odvolání nikoli pod vlajkami Ruska a Běloruska.

## Vítězové a Gauffová světovou jedničkou ve čtyřhře
Sedmý singlový titul na okruhu ATP Tour a první v sérii Masters vybojoval 31letý Španěl Pablo Carreño Busta. Dvacátou čtvrtou trofej z dvouhry okruhu WTA Tour si odvezla 30letá Rumunka Simona Halepová. Jednalo se o její devátý vavřín v kategorii WTA 1000, počítáno včetně její předchůdkyně WTA Premier 5 & Mandatory, v níž držela rekord 185 vyhraných zápasů a osmnácti finálových účastí. Na Canada Masters navázala na trofeje z let 2016 a 2018 a poprvé v kariéře si na jediném turnaji připsala třetí vítězství.
Mužskou čtyřhru ovládli Nizozemec Wesley Koolhof s Britem Nealem Skupskim, kteří od navázání spolupráce v lednu 2022 triumfovali již na šestém turnaji. V ženském deblu triumfovaly Američanky Coco Gauffová s Jessicou Pegulaovou, jež vybojovaly druhou párovou trofej. Gauffová po skončení poprvé vystoupala do čela světového žebříčku ve čtyřhře, kde vystřídala Mertensovou. V 18 letech a 154 dnech se stala druhou nejmladší jedničkou po Hingisové, jíž bylo v den nástupu na vrchol 17 let a 251 dní. Pegulaová se jako členka elitní světové desítky ve dvouhře stala zároveň i členkou první desítky ve čtyřhře.

## Rozdělení bodů a finančních odměn

### Rozdělení bodů
| Soutěž       | Soutěž        | vítězové | finalisté | semifinalisté | čtvrtfinalisté | 16 v kole | 32 v kole | 56 v kole | Q  | Q2 | Q1 |
| ------------ | ------------- | -------- | --------- | ------------- | -------------- | --------- | --------- | --------- | -- | -- | -- |
| dvouhra mužů | [ 3 ]         | 1000     | 600       | 360           | 180            | 90        | 45        | 10        | 25 | 16 | 0  |
| čtyřhra mužů | [ 13 ] [ 14 ] | 1000     | 600       | 360           | 180            | 90        | 0         | —         | —  | —  | —  |
| dvouhra žen  | [ 2 ] [ 15 ]  | 900      | 585       | 350           | 190            | 105       | 60        | 1         | 30 | 20 | 1  |
| čtyřhra žen  | [ 16 ]        | 900      | 585       | 350           | 190            | 105       | 5         | —         | —  | —  | —  |

### Finanční odměny
| Soutěž                              | Soutěž        | vítězové  | finalisté | semifinalisté | čtvrtfinalisté | 16 v kole | 32 v kole | 56 v kole | Q2       | Q1      |
| ----------------------------------- | ------------- | --------- | --------- | ------------- | -------------- | --------- | --------- | --------- | -------- | ------- |
| dvouhra mužů                        | [ 3 ] [ 17 ]  | 915 295 $ | 499 830 $ | 273 320 $     | 149 085 $      | 79 745 $  | 42 760 $  | 23 690 $  | 12 135 $ | 6 355 $ |
| čtyřhra mužů                        | [ 13 ] [ 14 ] | 280 830 $ | 152 550 $ | 83 790 $      | 46 230 $       | 25 420 $  | 13 870 $  | —         | —        | —       |
| dvouhra žen                         | [ 2 ] [ 15 ]  | 439 700 $ | 259 100 $ | 133 400 $     | 61 300 $       | 30 660 $  | 17 445 $  | 12 515 $  | 7 345 $  | 3 820 $ |
| čtyřhra žen                         | [ 16 ]        | 128 400 $ | 72 170 $  | 39 680 $      | 20 010 $       | 11 330 $  | 7 600 $   | —         | —        | —       |
| částka ve čtyřhře je uvedena na pár |               |           |           |               |                |           |           |           |          |         |

## Dvouhra mužů

### Nasazení
| Stát                         | Hráč                  | ATP | Nasazení |
| ---------------------------- | --------------------- | --- | -------- |
|                              | Daniil Medveděv       | 1.  | 1.       |
| Španělsko                    | Carlos Alcaraz        | 4.  | 2.       |
| Řecko                        | Stefanos Tsitsipas    | 5.  | 3.       |
| Norsko                       | Casper Ruud           | 7.  | 4.       |
|                              | Andrej Rubljov        | 8.  | 5.       |
| Kanada                       | Félix Auger-Aliassime | 9.  | 6.       |
| Itálie                       | Jannik Sinner         | 10. | 7.       |
| Polsko                       | Hubert Hurkacz        | 11. | 8.       |
| Spojené království           | Cameron Norrie        | 12. | 9.       |
| USA                          | Taylor Fritz          | 13. | 10.      |
| Itálie                       | Matteo Berrettini     | 14. | 11.      |
| Argentina                    | Diego Schwartzman     | 15. | 12.      |
| Chorvatsko                   | Marin Čilić           | 16. | 13.      |
| USA                          | Reilly Opelka         | 17. | 14.      |
| Španělsko                    | Roberto Bautista Agut | 18. | 15.      |
| Bulharsko                    | Grigor Dimitrov       | 19. | 16.      |
| Francie                      | Gaël Monfils          | 20. | 17.      |
| Žebříček ATP k 1. srpnu 2022 |                       |     |          |

### Jiné formy účasti
Následující hráči obdrželi divokou kartu do hlavní soutěže:
- Alexis Galarneau
- David Goffin
- Andy Murray
- Vasek Pospisil

Následující hráči nastoupili pod žebříčkovou ochranou:
- Borna Ćorić
- Stan Wawrinka

Následující hráč obdržel zvláštní výjimku:
- Jošihito Nišioka

Následující hráč nastoupil jako náhradník:
- Pedro Martínez

Následující hráči postoupili z kvalifikace:
- Marcos Giron
- Fabio Fognini
- Benoît Paire
- Hugo Gaston
- Adrian Mannarino
- Arthur Rinderknech
- Jack Draper

Následující hráči postoupili z kvalifikace jako šťastní poražení:
- Feliciano López
- Frances Tiafoe

### Odhlášení
před zahájením turnaje
- Nikoloz Basilašvili → nahradil jej  Alex Molčan
- Novak Djoković → nahradil jej  Benjamin Bonzi
- John Isner → nahradil jej  Brandon Nakashima
- Rafael Nadal → nahradil jej  Mackenzie McDonald
- Reilly Opelka → nahradil jej  Pedro Martínez
- Oscar Otte → nahradil jej  Nick Kyrgios
- Alexander Zverev → nahradil jej  Emil Ruusuvuori

## Mužská čtyřhra

### Nasazení
| Stát                                                                                  | Hráč                 | Stát               | Hráč              | ATP | Nasazení |
| ------------------------------------------------------------------------------------- | -------------------- | ------------------ | ----------------- | --- | -------- |
| USA                                                                                   | Rajeev Ram           | Spojené království | Joe Salisbury     | 3.  | 1.       |
| Španělsko                                                                             | Marcel Granollers    | Argentina          | Horacio Zeballos  | 7.  | 2.       |
| Nizozemsko                                                                            | Wesley Koolhof       | Spojené království | Neal Skupski      | 11. | 3.       |
| Salvador                                                                              | Marcelo Arévalo      | Nizozemsko         | Jean-Julien Rojer | 17. | 4.       |
| Chorvatsko                                                                            | Nikola Mektić        | Chorvatsko         | Mate Pavić        | 19. | 5.       |
| Německo                                                                               | Tim Pütz             | Nový Zéland        | Michael Venus     | 21. | 6.       |
| Chorvatsko                                                                            | Ivan Dodig           | USA                | Austin Krajicek   | 35. | 7.       |
| Kolumbie                                                                              | Juan Sebastián Cabal | Kolumbie           | Robert Farah      | 40. | 8.       |
| Žebříček ATP k 1. srpnu 2022; číslo je součtem žebříčkového postavení obou členů páru |                      |                    |                   |     |          |

### Jiné formy účasti
Následující páry obdržely divokou kartu do hlavní soutěže:
- Liam Draxl /  Cleeve Harper
- Vasek Pospisil /  Jannik Sinner
- Marko Stakusic /  Jaden Weekes

Následující páry nastoupily pod žebříčkovou ochranou:
- Łukasz Kubot /  Stan Wawrinka
- Nicolas Mahut /  Édouard Roger-Vasselin

Následující pár nastoupil z pozice náhradníka:
- Miomir Kecmanović /  Casper Ruud

### Odhlášení
před zahájením turnaje
- Hubert Hurkacz /  John Isner → nahradili je  Hubert Hurkacz /  Jan Zieliński
- Marko Stakusic /  Jaden Weekes → nahradí je bude oznámeno

## Ženská dvouhra

### Nasazení
| Stát                         | Hráčka              | WTA | Nasazení |
| ---------------------------- | ------------------- | --- | -------- |
| Polsko                       | Iga Świąteková      | 1.  | 1.       |
| Estonsko                     | Anett Kontaveitová  | 2.  | 2.       |
| Řecko                        | Maria Sakkariová    | 3.  | 3.       |
| Španělsko                    | Paula Badosová      | 4.  | 4.       |
| Tunisko                      | ons Džabúrová       | 5.  | 5.       |
|                              | Aryna Sabalenková   | 6.  | 6.       |
| USA                          | Jessica Pegulaová   | 7.  | 7.       |
| Španělsko                    | Garbiñe Muguruzaová | 8.  | 8.       |
| Spojené království           | Emma Raducanuová    | 10. | 9.       |
| USA                          | Coco Gauffová       | 11. | 10.      |
|                              | Darja Kasatkinová   | 12. | 11.      |
| Švýcarsko                    | Belinda Bencicová   | 13. | 12.      |
| Kanada                       | Leylah Fernandezová | 14. | 13.      |
| Česko                        | Karolína Plíšková   | 15. | 14.      |
| Rumunsko                     | Simona Halepová     | 16. | 15.      |
| Lotyšsko                     | Jeļena Ostapenková  | 17. | 16.      |
| Žebříček WTA k 1. srpnu 2022 |                     |     |          |

### Jiné formy účasti
Následující hráčky obdržely divokou kartu do hlavní soutěže:
- Rebecca Marinová
- Katherine Sebovová
- Venus Williamsová
- Carol Zhaová

Následující hráčky nastoupily pod žebříčkovou ochranou:
- Sofia Keninová
- Serena Williamsová

Následující hráčky postoupily z kvalifikace:
- Marie Bouzková
- Cristina Bucșová
- Storm Sandersová
- Madison Brengleová
- Claire Liuová
- Asia Muhammadová
- Ajla Tomljanovićová
- Tereza Martincová

Následující hráčky postoupily z kvalifikace jako šťastné poražené:
- Nuria Párrizasová Díazová
- Donna Vekićová

### Odhlášení
před zahájením turnaje
- Jekatěrina Alexandrovová → nahradila ji  Čeng Čchin-wen
- Viktoria Azarenková → nahradila ji  Nuria Párrizasová Díazová
- Sorana Cîrsteaová → nahradila ji  Bianca Andreescuová
- Danielle Collinsová → nahradila ji  Donna Vekićová
- Aljaksandra Sasnovičová → nahradila ji  Caroline Garciaová
- Alison Van Uytvancková → nahradila ji  Sloane Stephensová

## Ženská čtyřhra

### Nasazení
| Stát                                                                                  | Hráčka                 | Stát       | Hráčka             | WTA | Nasazení |
| ------------------------------------------------------------------------------------- | ---------------------- | ---------- | ------------------ | --- | -------- |
|                                                                                       | Veronika Kuděrmetovová | Belgie     | Elise Mertensová   | 6.  | 1.       |
| Kanada                                                                                | Gabriela Dabrowská     | Mexiko     | Giuliana Olmosová  | 17. | 2.       |
| USA                                                                                   | Coco Gauffová          | USA        | Jessica Pegulaová  | 18. | 3.       |
| Austrálie                                                                             | Storm Sandersová       | Čína       | Čang Šuaj          | 22. | 4.       |
| USA                                                                                   | Desirae Krawczyková    | Nizozemsko | Demi Schuursová    | 28. | 5.       |
| Ukrajina                                                                              | Ljudmyla Kičenoková    | Lotyšsko   | Jeļena Ostapenková | 30. | 6.       |
| Brazílie                                                                              | Beatriz Haddad Maiová  | Česko      | Barbora Krejčíková | 32. | 7.       |
| Chile                                                                                 | Alexa Guarachiová      | Slovinsko  | Andreja Klepačová  | 43. | 8.       |
| Žebříček WTA k 1. srpnu 2022; číslo je součtem žebříčkového postavení obou členů páru |                        |            |                    |     |          |

### Jiné formy účasti
Následující páry obdržely divokou kartu do hlavní soutěže:
- Kayla Crossová /  Victoria Mboková
- Bianca Fernandezová /  Leylah Fernandezová
- Rebecca Marinová /  Carol Zhaová

### Odhlášení
před zahájením turnaje
- Lucie Hradecká /  Sania Mirzaová → nahradily je  Madison Keysová /  Sania Mirzaová
- Monica Niculescuová /  Elena-Gabriela Ruseová → nahradily je  Vivian Heisenová /  Monica Niculescuová

## Přehled finále

### Mužská dvouhra
- Pablo Carreño Busta vs.  Hubert Hurkacz, 3–6, 6–3, 6–3

### Ženská dvouhra
- Simona Halepová vs.  Beatriz Haddad Maiová 6–3, 2–6, 6–3

### Mužská čtyřhra
- Wesley Koolhof /  Neal Skupski vs.  Daniel Evans /  John Peers, 6–2, 4–6, [10–6]

### Ženská čtyřhra
- Coco Gauffová /  Jessica Pegulaová vs.   Nicole Melicharová-Martinezová /  Ellen Perezová, 6–4, 6–7(5–7), [10–5]